# Parti Communiste (Belgien)
Die Parti Communiste de Belgique-Communistische Partij van België (deutsch Kommunistische Partei Belgiens, PCB-CPB) ist eine kommunistische Partei in Belgien. Parteivorsitzender ist Arne Baillière.
Die Partei ist Herausgeberin der Zeitungen Le Drapeau Rouge und Mouvements.

## Geschichte
Die Partei entstand 1989 im wallonischen Teil Belgiens als Parti communiste Wallonie-Bruxelles (PC) neben der flämischen Kommunistische Partij aus einer Aufspaltung der bis 1989 bestehenden Kommunistischen Partei Belgiens. 
Auf dem Parteikongress am 30. Juli 2018 wurde beschlossen, wieder eine gesamtbelgische Partei zu werden und den Namen zu ändern, um die ursprüngliche Identität der Kommunistischen Partei Belgiens wieder anzunehmen. Dem war 2009 die Selbstauflösung der flämischen Kommunistische Partij, bzw. deren Umwandlung in eine linke Denkfabrik vorausgegangen. Es wurde auch der Austritt aus den Europäischen Linken beschlossen. Als Gründe für den Austritt wurden unter anderem die „satzungsmäßige Feindseligkeit der Europäischen Linken gegenüber dem real existierenden Sozialismus“, dessen Zusammenbruch das für die Arbeiterschaft günstige Kräftegleichgewicht beseitigt und die kapitalistische Globalisierung ermöglicht habe. Des Weiteren wurden Diskrepanzen in der Haltung zum Euromaidan 2014 angeführt. Die PCB hatte diesen als „regelrechten Staatsstreich mit faschistischen Konnotationen“ angeprangert. Außerdem habe die Führung der Europäischen Linken sich die PCB-Forderung nach Auflösung der NATO nicht zu eigen gemacht. Aufgrund dessen beschlossen einige Partei-Aktivisten, die Partei zu verlassen und die Bewegung „Communistes de Wallonie-Bruxelles“ zu gründen, die Mitglied bei den Europäischen Linken wurde.
Bei der Parlamentswahl in Belgien 2019 trat die Partei in der Provinz Hennegau an und erhielt 0,22 % der Stimmen, das sind landesweit 0,02 % der Stimmen. Bei der Wallonischen Parlamentswahl 2019 trat die Partei in der Provinz Hennegau an und erhielt 0,13 % der Stimmen, das sind in ganz Wallonien 0,05 % der Stimmen.

## Wahlergebnisse

### Belgische Parlamentswahlen
| Jahr | Abgeordneten kammer                 | Abgeordneten kammer                 | Senat                               | Senat                               | Anmerkungen                         |
| Jahr | Stimmen                             | %                                   | Stimmen                             | %                                   | Anmerkungen                         |
| ---- | ----------------------------------- | ----------------------------------- | ----------------------------------- | ----------------------------------- | ----------------------------------- |
| 1991 | 5.706                               | 0,09 %                              | 6.552                               | 0,11 %                              |                                     |
| 1995 | 6.277                               | 0,10 %                              | Keine Teilnahme                     | Keine Teilnahme                     |                                     |
| 1999 | 23.081                              | 0,37 %                              | 21.991                              | 0,36 %                              |                                     |
| 2003 | 6.759                               | 0,10 %                              | Keine Teilnahme                     | Keine Teilnahme                     |                                     |
| 2007 | 19.329                              | 0,29 %                              | 19.632                              | 0,30 %                              |                                     |
| 2010 | 20.734                              | 0,32 %                              | 28.346                              | 0,44 %                              | Im Rahmen von Front de Gauches      |
| 2014 | Teilnahme an den Listen der PTB-GO! | Teilnahme an den Listen der PTB-GO! | Teilnahme an den Listen der PTB-GO! | Teilnahme an den Listen der PTB-GO! | Teilnahme an den Listen der PTB-GO! |
| 2019 | 1.626                               | 0,02 %                              |                                     |                                     | Erste Teilnahme als PCB             |

### Wallonische Parlamentswahlen
| Jahr | Stimmen                             | %                                   | Anmerkungen                         |
| ---- | ----------------------------------- | ----------------------------------- | ----------------------------------- |
| 1995 | 6.336                               | 0,34 %                              |                                     |
| 1999 | 19.178                              | 1,01 %                              |                                     |
| 2004 | Keine Teilnahme                     | Keine Teilnahme                     | Keine Teilnahme                     |
| 2009 | 6.431                               | 0,32 %                              | Im Rahmen von PC-GE                 |
| 2014 | Teilnahme an den Listen der PTB-GO! | Teilnahme an den Listen der PTB-GO! | Teilnahme an den Listen der PTB-GO! |
| 2019 | 944                                 | 0,05 %                              | Erste Teilnahme als PCB             |

### Wahlen der Region Brüssel-Hauptstadt
| Jahr | Stimmen                             | %                                   | Anmerkungen                         |
| ---- | ----------------------------------- | ----------------------------------- | ----------------------------------- |
| 1999 | 3.346                               | 0,78 %                              |                                     |
| 2009 | 2.042                               | 0,50 %                              | Im Rahmen von PC-PSL-LCR-PH         |
| 2014 | Teilnahme an den Listen der PTB-GO! | Teilnahme an den Listen der PTB-GO! | Teilnahme an den Listen der PTB-GO! |

### Europawahlen
| Jahr | Stimmen | %      | Anmerkungen         |
| ---- | ------- | ------ | ------------------- |
| 1999 | 25.539  | 0,41 % |                     |
| 2009 | 7.533   | 0,11 % | Im Rahmen von PC-GE |